# John Fitzgerald Kennedy, Jr.
 (avril 2009).
Si vous disposez d'ouvrages ou d'articles de référence ou si vous connaissez des sites web de qualité traitant du thème abordé ici, merci de compléter l'article en donnant les références utiles à sa vérifiabilité et en les liant à la section « Notes et références ».
Pour les articles homonymes, voir John Kennedy (homonymie) et Kennedy.
John Fitzgerald Kennedy, Jr., parfois désigné JFK Jr., surnommé John-John, né le 25 novembre 1960 à Washington, D.C. (États-Unis) et mort le 16 juillet 1999 dans un accident d'avion au large de Martha's Vineyard dans le Massachusetts, est une personnalité américaine, avocat, journaliste et créateur du magazine George. Il est surtout connu pour être le fils de John Fitzgerald Kennedy, 35e président des États-Unis, et de Jacqueline Kennedy-Onassis.

## Biographie

### Le fils du président

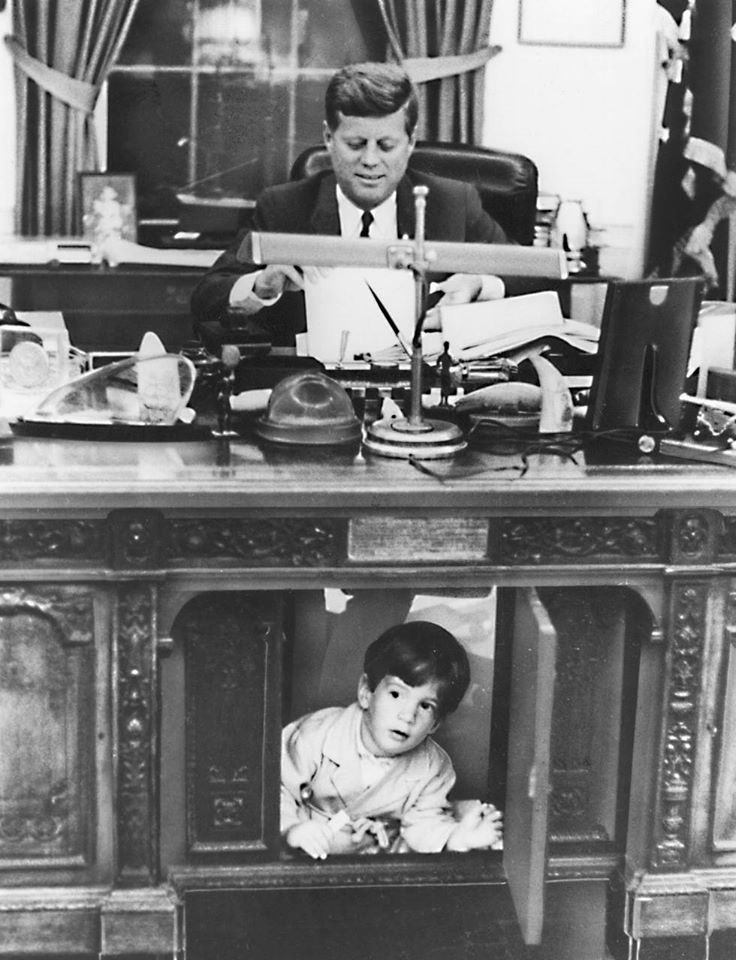
John Kennedy Jr jouant sous le bureau de son père dans le Bureau ovale, le 2 octobre 1963

John Fitzgerald Kennedy, Jr. est né au Georgetown University Hospital (en), 16 jours après l'élection de son père à la présidence. Il est le troisième enfant du couple Kennedy : sa sœur aînée Arabella est mort-née le 23 août 1956 ; sa sœur Caroline est née le 27 novembre 1957. Son frère Patrick, né le 7 août 1963, est mort deux jours plus tard. Il vit ses trois premières années à la Maison-Blanche et est très médiatisé durant toute la présidence de son père. Certaines images de lui sont célèbres : celle où il joue sous le Resolute Desk de son père dans le Bureau ovale et celle où il fait un salut militaire devant le cercueil de son père.

### Après la mort de son père

Le 24 juin 1985 lors d'une réception à la John F. Kennedy Library Fondation. Ted Kennedy, Ronald Reagan, Nancy Reagan, Jacqueline Kennedy Onassis, Ethel Kennedy, Caroline Kennedy et John F. Kennedy Jr.

Après la mort de son père, sa mère l'éloigne des médias et tente de contrôler sa vie. Il vit dans l'Upper East Side à Manhattan à New York. Étant les enfants d'un président, lui et sa sœur bénéficient jusqu'à leurs 16 ans des services de plusieurs gardes du corps des Services Secrets américains. John a la fâcheuse habitude de leur fausser compagnie, pour traîner avec ses amis ou faire du vélo. Un jour qu'il  réussit à les semer dans Central Park, il se fait agresser et voler son vélo par un drogué. Jackie refuse de porter plainte afin d'éviter toute publicité à son fils et aussi car elle en veut aux agents qui étaient censés le surveiller.
L'agresseur ne reconnaît sa victime que le soir en regardant les informations. Mais il ne se dénonce que quelques mois plus tard lorsqu'il est arrêté pour une tout autre affaire.

Tout en étudiant à l'université Brown dont il obtient un Bachelor of Arts en histoire en 1983, John essaye d'être acteur, contre l'avis de sa mère, puis, plus ou moins contraint, se lance dans le droit. En 1989, il obtient son Juris Doctor à la New York Law School de l'université de New York mais n'est admis au barreau de l'État de New York qu'au bout de la troisième tentative en juillet 1990. Il devient par la suite assistant du procureur de la ville de New York. Il participe à un programme de réhabilitation pour certains prisonniers exemplaires parmi lesquels il reconnaît le nom de son voleur. Sa relation avec l'actrice Daryl Hannah est compromise par sa mère qui voit d'un mauvais œil le mariage éventuel de son fils avec une actrice.

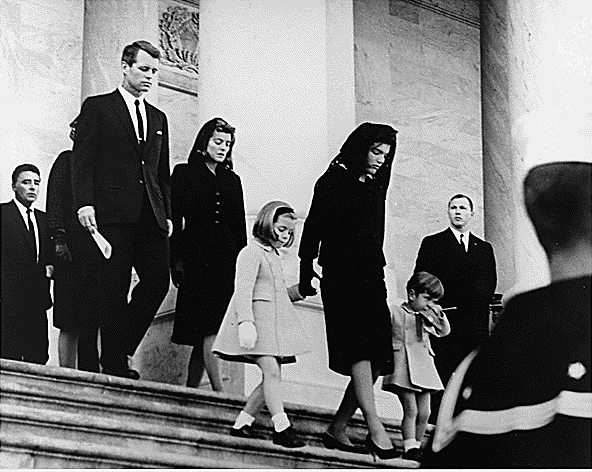
John jr lors des funérailles de son père avec sa mère, sa sœur et son oncle Bobby le 25 novembre 1963.

### Après la mort de sa mère
Après la mort de sa mère en 1994 des suites d'un cancer foudroyant, il évolue à sa guise n'ayant plus à subir l'influence maternelle sur ses choix sentimentaux et professionnels. En 1994, Kennedy a acheté un loft dans le quartier de Tribeca à New York (20 North Moore Street), dans lequel il a d'abord vécu seul, puis avec Caroline Bessette,. Vivant à New York, il a fondé en 1995 le magazine George qui, après un début prometteur (il s'écoula un demi-million d'exemplaires du premier numéro), décline rapidement. Il rencontre par la suite le mannequin Carolyn Bessette dont il tombe fou amoureux. Les jeunes gens se marient le 21 septembre 1996. Leur bonheur est malheureusement de courte durée, car Carolyn commence à supporter de plus en plus mal les paparazzis et l'intérêt médiatique suscité par leur couple. On sent alors le couple au bord de la rupture.

### Mort dans un accident d'avion

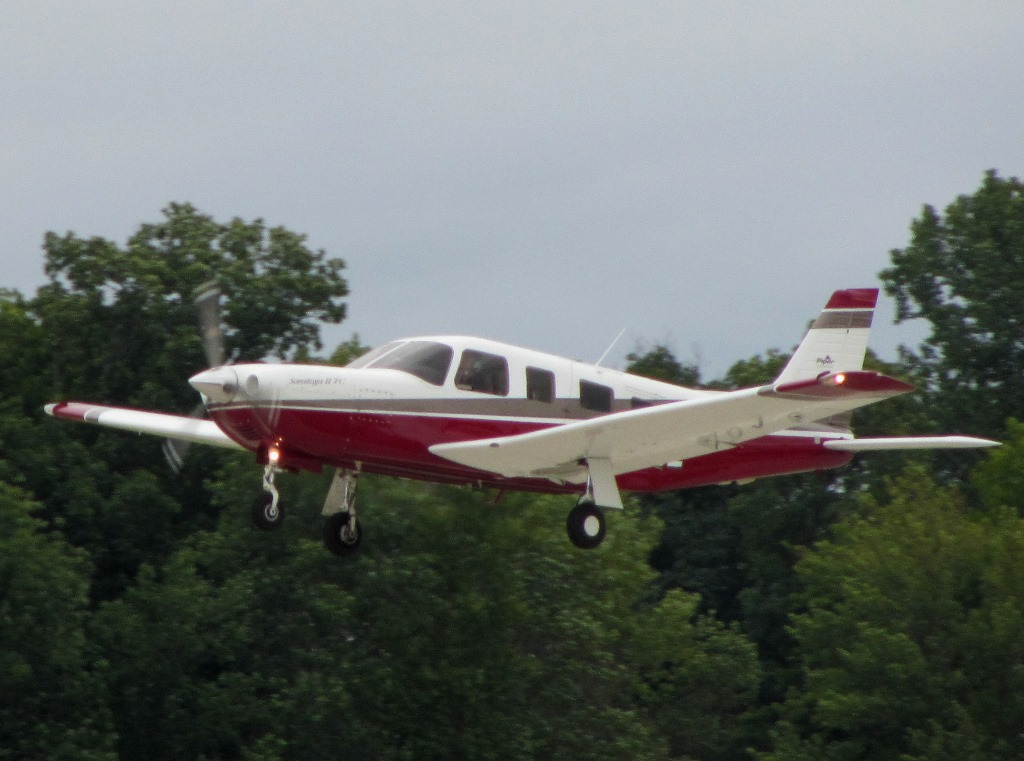
Un Piper PA-32 similaire à celui de John Kennedy, Jr..

Le 16 juillet 1999, John Fitzgerald Jr. doit se rendre sur l'île de Martha's Vineyard (Massachusetts) pour assister au mariage d'une de ses cousines, Rory, fille posthume de Robert Kennedy. Il gagne un petit aérodrome où il a l'habitude de prendre des cours de pilotage. Son formateur habituel étant absent, il décide de tenter le voyage seul à bord d'un avion léger Piper PA-32R. Ne sachant piloter qu'à vue et pas encore aux instruments, il juge préférable de partir vers 18 h 30 avant la tombée de la nuit. Il reçoit alors un appel de son épouse : elle et sa sœur Lauren Bessette (1964-1999) sont bloquées dans les bouchons. Les deux femmes n'arrivent qu'à 20 h 30 et lorsque l'avion décolle, à 20 h 37, la nuit tombe et les nuages s'amassent. Le décollage dans ces conditions est en soi une imprudence majeure du fait que le pilote n'a pas les compétences et qualifications requises car ne sachant pas piloter sans visibilité (PSV) aux instruments. Ce fait sera confirmé par le rapport du Conseil national de la sécurité des transports (NTSB) qui établit la cause probable de l'accident comme étant « l’incapacité de Kennedy à contrôler la descente de son appareil au dessus de l’océan en pleine nuit à cause d'une désorientation spatiale provoquée par la brume et la nuit noire ».
Le dernier signal radar intervient peu avant 22 h. On ne retrouvera les débris de l'avion et les corps des trois victimes que quelques jours plus tard encore sanglées sur leur siège dans ou à proximité immédiate de la carlingue distordue de l'appareil par 37 mètres de fond.
Après une cérémonie funèbre à laquelle assiste le président Bill Clinton, en l'église Saint-Thomas-More de New York, les cendres de John Kennedy Jr. ainsi que celles de son épouse et de sa belle-sœur sont dispersées au large de Martha's Vineyard depuis un destroyer de l'US Navy, l'USS Briscoe.
La série documentaire Air Crash (épisode La Malédiction des Kennedy : Accident de l'avion de John Fitzgerald Kennedy, Jr.) revient sur l'enquête du NTSB.

## Image et vie privée

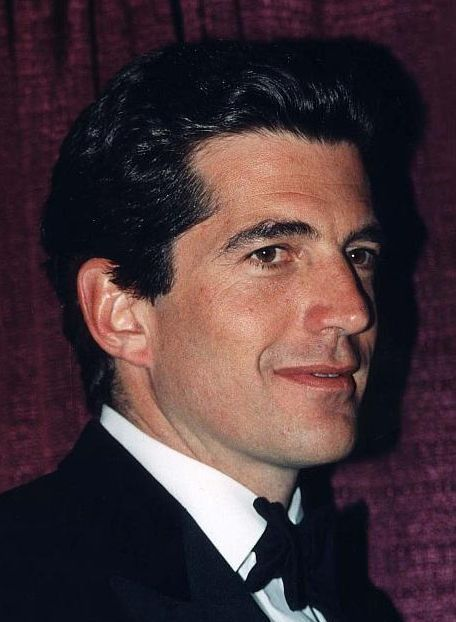
John Kennedy, Jr. en 1999.

La famille Kennedy est parfois considérée comme la « famille royale » d'Amérique et certains voient la disparition de « John-John »  comme celle du seul « prince » que l'Amérique ait connu dans son Histoire. Beaucoup pensent que l'homme avait tout pour devenir un jour président des États-Unis, et notamment une grande popularité au sein des militants démocrates : ses rares apparitions aux congrès du Parti démocrate américain étaient régulièrement saluées par un tonnerre d'applaudissements.
À la mort de son grand-père Joe Kennedy, le 18 novembre 1969, John Fitzgerald Kennedy, Jr. devient l'aîné des descendants mâles de la famille Kennedy — branche de John (mort en 1963), éteinte en ligne agnatique en 1999.
John Fitzgerald Kennedy Jr. a eu plusieurs relations amoureuses :
- avec Jennifer Christian, durant sa période de lycée à Andover ;
- avec Sally Munro, rencontrée à l'université de Brown (la liaison dure six ans) ;
- avec Julia Baker, mannequin rencontrée à la fin des années 1980 (la liaison alterne ruptures et réconciliations) ;
- avec Christina Haag, élève de l'université de Brown et actrice (la liaison dure de 1985 à 1990) ;
- avec Sarah Jessica Parker, actrice (la liaison a eu lieu en 1988) ;
- avec Ashley Richardson, mannequin et actrice ;
- avec Daryl Hannah, actrice (ils vivent brièvement dans l'appartement de cette dernière à Upper East Side de 1989 à 1994) ;
- avec la chanteuse Madonna (la brève liaison a lieu durant une courte rupture dans la relation avec Daryl Hannah).

Enfin Kennedy épouse Carolyn Bessette le 21 septembre 1996 sur l'île Cumberland en Georgie. Sa sœur aînée est dame d'honneur et son cousin Anthony Stanislas Radziwill (en) (1959-1999) est son témoin.

## voir aussi